# Сатурнія (метелик)
Сатурнія (Saturnia) — рід метеликів родини Сатурнієві (Saturniidae). Рід поширений у Палеарктиці, три види відомо у Каліфорнії. Це переважно нічні або сутінкові види. Характеризуються великими розмірами, розмір деяких видів сягає 15, а інколи — 20 см.
Родові синонімічні назви Heraea та Pavonia є nomina oblita і повинні ігноруватися (Huemer, P. & Nassig, W. A. 2003).

## Підроди
- Eudia Seitz, 1911[3]
- Perisomena Walker, 1855[4]
- Saturnia Schrank, 1802[5]

## Види
Рід містить види:
- Saturnia albofasciata (Johnson, 1938)[7]
- Saturnia atlantica Lucas, 1848
- Saturnia (Perisomena) caecigena Kupido, 1825[8]
- Saturnia cameronensis Lemaire, 1979
- Saturnia centralis Naumann & Loeffler, 2005
- Saturnia cephalariae (Romanoff, 1885)
- Saturnia cidosa Moore, 1865
- Saturnia cognata Jordan in Seitz, 1911
- Saturnia koreanis Brechlin, 2009
- Saturnia luctifera Jordan in Seitz, 1911
- Saturnia mendocino Behrens, 1876[9] (можливо у роді Calosaturnia)
- Saturnia (Eudia) pavonia (Linnaeus, 1758)[10] — Сатурнія мала
- Saturnia (Eudia) pavoniella (Scopoli, 1763)[11]
- Saturnia pinratanai Lampe, 1989
- Saturnia pyretorum Westwood, 1847
- Saturnia (Saturnia) pyri (Denis & Schifermuller, 1775)[12] — Сатурнія велика
- Saturnia (Eudia) spini (Denis & Schifermuller, 1775)[13] — Сатурнія середня
- Saturnia taibaishanis Brechlin, 2009
- Saturnia walterorum Hogue & Johnson, 1958[14] (можливо у роді Calosaturnia)